# Bernhard Ebner (Politiker)

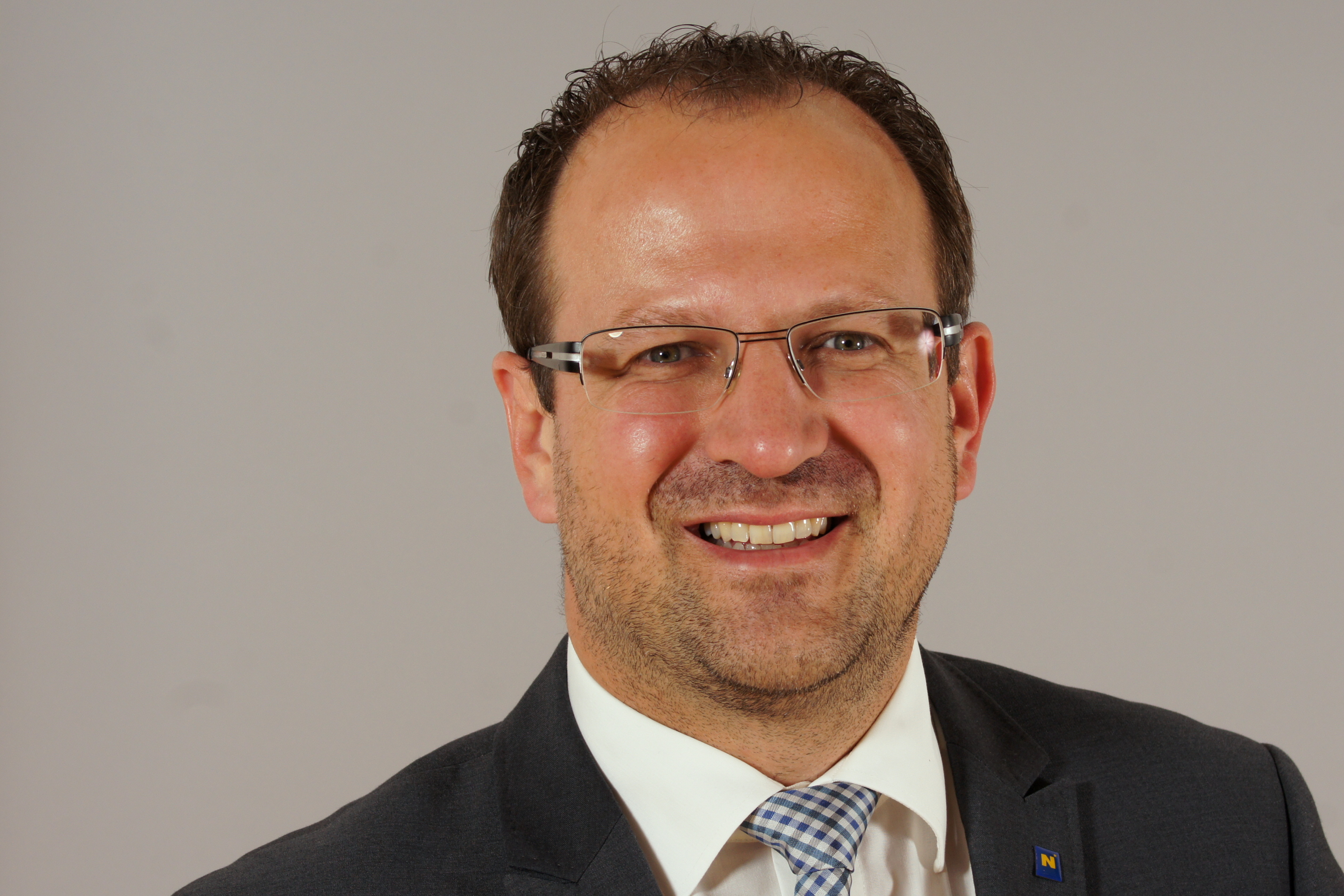
Bernhard Ebner 2013

Bernhard Ebner (* 14. März 1973 in Allhartsberg) ist ein österreichischer Politiker (ÖVP). Am 19. Oktober 2015 wurde er zum Landesgeschäftsführer der Volkspartei Niederösterreich (VPNÖ) ernannt. Er war von 2013 bis 2015 Mitglied des Österreichischen Bundesrates für Niederösterreich und wurde am 22. Oktober 2015 als Abgeordneter zum NÖ Landtag angelobt. Er wurde von ÖVP-Bundesparteiobmann Karl Nehammer zum Kampagnenleiter bei der Nationalratswahl in Österreich 2024 bestellt.

## Ausbildung und Beruf
Ebner besuchte zwischen 1979 und 1983 die Volksschule in St. Georgen am Ybbsfelde, danach von 1983 bis 1986 das Stiftsgymnasium Seitenstetten, von 1986 bis 1987 die Hauptschule Blindenmarkt und von 1987 bis 1992 die HTBLuVA für Betriebstechnik in St. Pölten, wo er die Matura ablegte. 1996 wurde ihm sein Berechtigung zur Führung der Standesbezeichnung Ingenieur verliehen, des Weiteren schloss er zwischen 2005 und 2007 den Lehrgang für Politische Kommunikation an der Donau-Universität Krems mit dem akademischen Grad MSc ab. 
Ebner arbeitete von 1993 bis 2003 als Techniker bei Umdasch-Doka und wurde zwischen 2003 und 2008 Kommunalreferent der Volkspartei Niederösterreich. Er arbeitete danach zwischen 2008 und 2013 als Organisationsreferent der Volkspartei Niederösterreich und wurde 2013 Landesgeschäftsführer des NÖAAB. Nach dem Wechsel von Gerhard Karner ins Präsidium des NÖ Landtages wurde Ebner vom Landesparteivorstand einstimmig als neuer Landesgeschäftsführer der Volkspartei bestellt.

## Politik und Funktionen
Ebner begann seine politische Karriere 1991 als Gemeindegruppenobmann der Jungen Volkspartei von St. Georgen am Ybbsfelde, wobei er diese Funktion bis 2004 innehatte. Des Weiteren war er von 1995 bis 2005 Mitglied des Gemeinderates der Marktgemeinde St. Georgen am Ybbsfelde. Er wechselte 2005 als geschäftsführendes Mitglied des Gemeinderates in die Marktgemeinde Allhartsberg und ist seit 2010 Mitglied des Gemeinderates der Marktgemeinde Allhartsberg. Am 24. April 2013 wurde er zum Mitglied des Bundesrates gewählt. Diese Funktion übte er bis zum 22. Oktober 2015 aus. An diesem Tag wurde er als Abgeordneter zum NÖ Landtag angelobt.
Ebner ist seit 1999 Mitglied des Bezirksparteivorstandes der ÖVP Amstetten und wirkte innerparteilich von 2004 bis 2011 auch als Gemeindeparteiobmann der ÖVP Allhartsberg. Er war zudem von 1995 bis 2005 Mitglied des Gemeindeparteivorstandes der ÖVP St. Georgen am Ybbsfelde und engagierte sich zudem von 2001 bis 2004 als Finanzreferent der Jungen Volkspartei (JVP) Niederösterreich. Zudem war er von 1999 bis 2004 Bezirksobmann der Jungen ÖVP (JVP) Amstetten. Er ist seit 2005 Obmann der Gemeinderatsfraktion der ÖVP von Allhartsberg und seit 2012 Mitglied des Niederösterreichischen Landesvorstandes des Österreichischen ArbeitnehmerInnen- und Arbeitnehmerbundes (ÖAAB). Zudem übernahm er 2012 die Funktion eines Mitgliedes des Bezirksvorstandes des Österreichischen Arbeitnehmerinnen- und Arbeitnehmerbundes Amstetten.
Im August 2023 wurde Matthias Zauner zu seinem Nachfolger als Landesgeschäftsführer der ÖVP Niederösterreich ab dem 1. September 2023 bestellt.
Nach dem Wechsel von Ebner zur Wirtschaftsagentur ecoplus soll ihm der Haager Bürgermeister Lukas Michlmayr als Landtagsabgeordneter nachfolgen.

## Trivia
Im Januar 2017 übernahm er die öffentliche Verteidigung der Dr. Erwin Pröll Privatstiftung durch persönliche Angriffe auf den Journalisten Florian Klenk, siehe dort. Im Juli kam es zu einer außergerichtlichen Einigung, die ÖVP und Ebner zogen die Behauptung zurück, Klenk hätte mit seinen Berichten über die Stiftung „Fake News“ geschaffen. Beide mussten zudem je 7.500 € Wiedergutmachung zahlen, die von Klenk an den Verein Hemayat gespendet wurden.
Seit 2019 ist Ebner Ehrenmitglied der Studentenverbindung Ö.k.a.V. Vitonia Krems im ÖCV.

## Auszeichnungen
- 2023: Großes Ehrenzeichen für Verdienste um die Republik Österreich[7]